# Giovanni Viola
Giovanni Viola (* 20. Juni 1926 in San Benigno Canavese, Italien; † 7. Juli 2008) war ein italienischer Fußballspieler auf der Position des Torwarts.

## Karriere

### Im Verein
Giovanni Viola begann seine Karriere bei Juventus Turin, für die er bereits in der Jugendabteilung spielte. Sein Debüt als Profi gab er am 10. Februar 1946, im Alter von 19 Jahren, beim 2:0 gegen Atalanta Bergamo. Zwischen 1946 und 1949 war Viola an verschiedene kleinere Klubs, zuerst in die Serie B und später in die Serie A ausgeliehen. Zur Saison 1949/50 kehrte er zur Juve zurück, um dort die Nachfolge von Lucidio Sentimenti anzutreten. Viola gewann mit Juventus drei italienische Meisterschaften, wenngleich er bei der letzten 1957/58 nur noch einmal zum Einsatz gekommen ist, da Carlo Mattrel von Trainer Ljubiša Broćić der Vorzug gegeben wurde. Die Spielzeit 1958/59 verbrachte der Torhüter bei Brescia Calcio in der Serie B, danach beendete er seine Profikarriere. Später arbeitete er lange Jahre als Trainer in der Jugendabteilung von Juventus Turin.

### In der Nationalmannschaft
Nach vier B-Länderspielen zwischen 1949 und 1950 wurde Giovanni Viola, ohne ein A-Länderspiel bestritten zu haben, von Nationaltrainer Lajos Czeizler in den Kader der Azzurri für die Weltmeisterschaft 1954 in der Schweiz berufen. Beim Entscheidungsspiel der Gruppe 4, das Italien mit 1:4 gegen den Gastgeber verlor, gab er am 23. Juni 1954 sein Debüt in der A-Nationalmannschaft. Bis 1956 absolvierte Viola insgesamt elf Länderspiele für die Squadra Azzurra.

## Erfolge
- Italienische Meisterschaft: 1949/50, 1951/52, 1957/58